# BAMBI
BAMBI (англ. BMP and activin membrane bound inhibitor) – білок, який кодується однойменним геном, розташованим у людей на короткому плечі 10-ї хромосоми. Довжина поліпептидного ланцюга білка становить 260 амінокислот, а молекулярна маса — 29 108.
| 10         |  | 20         |  | 30         |  | 40         |  | 50         |
| ---------- |  | ---------- |  | ---------- |  | ---------- |  | ---------- |
| MDRHSSYIFI |  | WLQLELCAMA |  | VLLTKGEIRC |  | YCDAAHCVAT |  | GYMCKSELSA |
| CFSRLLDPQN |  | SNSPLTHGCL |  | DSLASTTDIC |  | QAKQARNHSG |  | TTIPTLECCH |
| EDMCNYRGLH |  | DVLSPPRGEA |  | SGQGNRYQHD |  | GSRNLITKVQ |  | ELTSSKELWF |
| RAAVIAVPIA |  | GGLILVLLIM |  | LALRMLRSEN |  | KRLQDQRQQM |  | LSRLHYSFHG |
| HHSKKGQVAK |  | LDLECMVPVS |  | GHENCCLTCD |  | KMRQADLSND |  | KILSLVHWGM |
| YSGHGKLEFV |  |            |  |            |  |            |  |            |

A: Аланін

C: Цистеїн

D: Аспарагінова кислота

E: Глутамінова кислота

F: Фенілаланін

G: Гліцин

H: Гістидин

I: Ізолейцин

K: Лізин

L: Лейцин

M: Метіонін

N: Аспарагін

P: Пролін

Q: Глутамін

R: Аргінін

S: Серин

T: Треонін

V: Валін

W: Триптофан

Локалізований у мембрані.